# راجمة صواريخ أم 270
راجمة صواريخ أم 270  أو نظام الصواريخِ متعدّدِ الانطلاقِ  (M270 MLRS) قاذفة صواريخ متعدّدة ,هي نوع من مدفعيةِ الصاروخِ.
نظامَ الصاروخِ متعدّدِ الانطلاقِ: هو نظام متنقل عالي ذو قابلية 
اتوماتيكية مستند على M270 (رصيف السلاحِ).ويُطلقُ MLRS صواريخ أرض - أرض 
وذخيرة إطلاق نارِ حديثةِ (مثل نظامِ قذيفةِ الجيشِ الأمريكيِ التكتيكيِ - 
Atacms). وبدون تَرْك سيارةِ القذف، يُمْكِنُ للطاقم الثلاثي (سائق، رئيس 
القسمَ والمدفعي) أَنْ يطلق اكثرمن إثنا عشرَ صاروخ MLRS في أقل مِنْ 60 
ثانيةِ.وهو مناسب بشكل جيد جداً للمقولة اضرب-وانطلق: حيث يُمكِن أَن يُطلق
صواريخَه بسرعة كبيرة ويَبتعد فوراً لتَفادي نيران البطاريةِ المضادةِ.
وتَشْملُ وحدةُ القاذفةِ MLRS قاذفة من طرازM270 محمّلة ب12 صاروخِ، معبئة 
في حجر(جراب) 2*6. والقاذفةَ، المرفوعة على هيكلَ برادلي مشدود، تمتلك 
نظامَ تحميل ذاتيِ وتوجيه ذاتيِ إلى حدٍ كبير. يَحتوي حاسوب سيطرة على 
الحريقِ الذي يُكاملُ العربةَ والصاروخَ الذي يُطلقُ العملياتَ.إنّ 
الصواريخَ وقذائفَ Atacms مُحتَوية في السنفاتِ القابلة للتبادلِ. تَحتوي 
كُلّ سنفة ستّة صواريخِ غير موجّهةِ أَو واحد قذيفةِ Atacms موجّهة، 
النوعان لا يُمْكن أنْ يخْلَطا. والقاذفة يُمْكِنُ أَنْ تَحْملَ سنفتان في 
نفس الوقت، كُلّ إثنا عشرَ صاروخ أَو اثنان قذائفِ Atacms يُمْكِنُ أَنْ 
تُطلَقَ في اقل من دقيقة.والقاذفةِ القادرة على إطلاق إثنا عشرَ صاروخَ 
يُمْكِنُ أَنْ تَغطّي كيلومترَ مربّعَ واحد بالكامل بذخيرة ثانوية.
والصواريخ يُمْكِنُ أَنْ تُطلَقَ بشكل منفرد أَو في موجاتِ مِنْ اثنان إلى إثنا عشرَ. الدقة مُبقيةُ في جميع أنماطِ الإطلاق لأن الحاسوبَ يعيد توجيه القاذفة بين الدوراتِ.
[b]القواذف يستخدم ذخائر متنوعة محملة على صواريخ من طراز Army Tactical Missile System—ATACMS وتصنعه شركة لوكهيد مارتن Lockheed Martin, تم تسليم أول نموذج
منه إلى وحدات الجيش الأمريكي سنة 1983, ليدخل بعد ذلك تسليح أغلب جيوش دول حلف شمال الأطلسي, كما تم تصنيعه على نطاق واسع من قبل الدول الأوروبية, ولقد صنع للجيش الأمريكي حوالي 1300 وحدة من هذا النظام مع ما يقارب 700000 صاروخ وتم استخدامه بشكل واسع جدا خلال حرب الخليج الثانية سنة 1991 وخلال غزو العراق في مارس 2003 حيث أثبت فعاليته العالية كنظام مدفعية صاروخية كثيفة.
و لقد توقف إنتاج هذا النظام سنة 2003 بعد تسليم الدفعة الأخيرة للجيش المصري.

## خصائص عامة
يستطيع هذا النظام إطلاق القذائف 
الموجهة وغير الموجهة إلى مسافة تصل إلى 32 كيلومترا,
و ميزة هذا النظام هي كونه وحدة مدفعية صاروخية متحركة تصلح لتطبيق تكتيك الإغراق الناري والتحرك بسرعة من مسرح
العمليات لتجنب القصف المضاد من بطاريات مدفعية العدو COUNTER-BATTERY FIRE.
و تم تطويره بالتعاون المشترك ما بين
الولايات المتحدة الأمريكية وبريطانيا وفرنسا وألمانيا بالاعتماد على 
طراز أمريكي أقدم من راجمات الصواريخ هو General 
Support Rocket System (GSRS).
و لتجهيزه يتم وضع الصواريخ في حاضنتين PODS وكل واحدة منها تحتوي على ست قواذف 
من عيار واحد, وذلك باستخدام رافعة خاصة لتلقيم الصواريخ, ويستطيع النظام
إطلاق الإثني عشر صاروخا في أقل من دقيقة وتستطيع كل وحدة مدفعية إغراق حوالي كيلومتر مربع بالذخائر العنقودية و
لهذا السبب يسمى MLRS داخل وحدات الجيش 
الأمريكي "Grid Square Removal Service" لأن 
الخرائط المساحية العسكرية الأمريكية غالبا ما تكون مقسمة إلى شبكات تغطي 
كل واحدة منها كيلومترا مربعا واحدا.
و لقد تم تطوير النظام مؤخرا بصواريخ
موجهة ذات رأس موحد وتم إنهاء التجارب العملية لهذه الصواريخ في شهر مارس
2003 على عجالة وذلك لنشرها على مسرح العمليات في الخليج قبل بدء غزو 

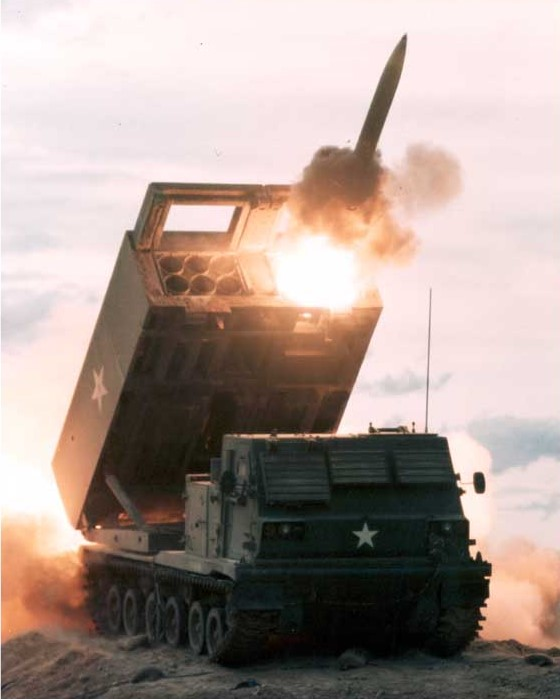
MLRSعام1982

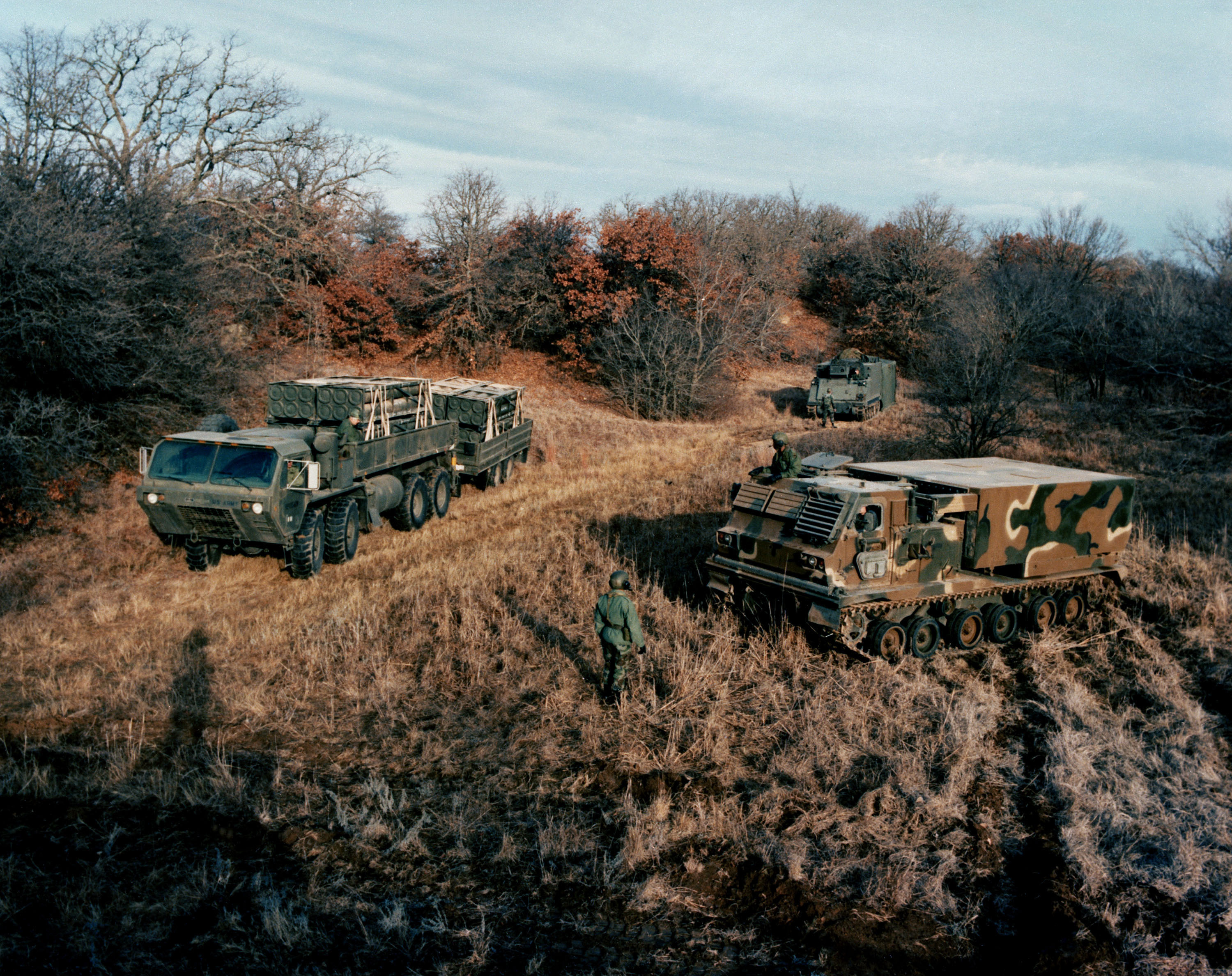

العراق.

## تاريخ الاستخدام
عندما تم نشر نظام MLRS
داخل الجيش الأمريكي لأول مرة تم إدماجه في كتائب مدفعية مشتركة من مدفعية
الهاوتزر وراجمات الصواريخ المتحركة قبل أن يتم تشكيل وحدات كاملة من 
المدفعية الصاروخية سنة 1985, ودخلت هذه الوحدات أول اختبار قتالي في 
عمليات حرب الخليج الثانية سنة 1991, كما تم نشر وحدات من هذا النظام لدعم 
عمليات الجيش البريطاني في ولاية هلمند بأفغانستان في مارس 2007.

## الفعالية العسكرية
يتميز هذا النظام بقدرته على العمل 
في كل الأجواء المناخية ويستعمل بالأساس للرد على بطاريات مدفعية العدو وإسكاتها عند القصف المتبادل FIRE SUPPRESSION و
كذلك لضرب تجمعات الدبابات والمدرعات بكل أشكالها ومعسكرات المشاة 
بالاعتماد على الذخيرة العنقودية كما يوفر إمكانية تنظيف مسرح العمليات من 
كل أشكال الدعم الناري لقوات العدو وهو بذلك لا يعوض مهام المدفعية 
التقليدية بل يكملها.
و لزيادة الفعالية, قام الجيش 
الأمريكي بعدة تطويرات على هذا النظام شملت زيادة المدى بالنسبة للصواريخ 
من 32 كيلومترا إلى 50 كيلومتر ثم تغيير الذخيرة إلى النوع الموجه مع تحسين
نظام التلقيم الآلي للصواريخ في الحاضنات لتسريع أداءه.
و يشتمل نظام التوجيه على قدرات رصد 
مناخية مع توجيه للصواريخ بالاعتماد على نظام GPS  (Global Positioning System) بينما 
يركب نظام الإطلاق على عربة مدرعة مستوحاة من عربة 
القتال المجنزرة برادلي Bradley Fighting Vehicle وتبلغ سرعتها 64 كيلومتر في الساعة مع مدى عملي يبلغ 480 كيلومتر وتستطيع تجاوز 
تضاريس بزاوية ميل تبلغ 60 درجة ويستطيع نظام MLRS تلقيم وتجهيز وإطلاق 12 صاروخا في مدة 
قياسية لا تتجاوز 5 دقائق كما يمكن نقل النظام ونشره جويا باستدام طائرات 
سي-5 جلاكسي وسي-17.
و يتكون طاقم النظام من 3 أفراد, السائق والمدفعي والقائد Driver, Gunner and Section 
Chief ويستطيع الكمبيوتر المكلف بالتوجيه تغيير التصويب تبعا 
للمعطيات التي يدخلها المدفعي حتى خلال عملية الإطلاق, ولعل أكثر ما يميز 
نظام MLRS تكتيكيا هو قدرة الإغراق الناري 
للمنطقة المستهدفة حيث أن كل صاروخ يستطيع حمل 644 
قنبلة عنقودية أو 28 لغما مضادا للدبابات
مما يوفر قدرات تدميرية هائلة ضد المدرعات وتستطيع كل قنبلة عنقودية بحشوة جوفاء اختراق 100 مم من الدروع 
المتجانسة بما يوازي 200 شظية في قطر 
انفجارها بينما يعكف الجيش الأمريكي حاليا على تطوير قنابل
ذات توجيه نهائي Terminal Guidance تستطيع التمييز بين الشاحنات و
المدرعات.
و يمكن تخيل قدرات التدمير الهائلة 
لكتيبة مكونة من 9 راجمات تستطيع في ظرف دقيقة واحدة إطلاق صلية مكونة من 
108 صاروخ بما يقارب 69000 قنبلة عنقودية تستطيع تغطية ما يقارب 700 هكتار
على مسرح القتال وكل ذلك بدقة توجيه كبيرة ومدة زمنية قليلة, ويقدر 
خبراء عسكريون قدرة القصف التدميري هاته بتأثير قنبلة نووية تكتيكية.

## المستخدمون
- البحرين : الجيش الملكي البحريني (9)
- السعودية : قوات الدفاع الملكي السعودي (50)
- ألمانيا : الجيش الألماني
- المملكة المتحدة : المدفعية الملكي (67)
- النرويج :الجيش  النرويجي (12) (لم يعد في الخدمة الفعلية)
- الولايات المتحدة: جيش الولايات المتحدة (840 +151)
- اليابان : اليابان لقوات الدفاع الذاتي (99)
- اليونان : الجيش اليوناني (36)
- إسرائيل : الجيش الإسرائيلي (48) (وتسمى "Menatetz" מנתץ)
- إيطاليا :الجيش  الإيطالي (22)
- تركيا : الجيش التركي (12)
- فرنسا : الجيش الفرنسي(44)
- فنلندا : الجيش الفنلندي
- كوريا الجنوبية : من جيش جمهورية كوريا (58)
- مصر : الجيش المصري (48)
- هولندا : هولندا الجيش الملكي (لم يعد في الخدمة) (22)

- راجمة الصواريخ فيلخا